# 파일 - 4022일의 사육
"파일: 4022일의 사육"은 2015년에 개봉한 대한민국의 영화이다.

## 캐스팅
- 이종혁 : 한동민 역
- 강별 : 정수경 역
- 하연주 : 신미수 역
- 김형범 : 민국 역
- 홍여진 : 민국 모 역
- 최우리 : 장미란 역
- 임철형 : 홍 선배 역
- 조선묵 : 연구소 원장 역
- 김지현 : 최경희 역
- 임태빈 : 강태식 역
- 성열석 : 오형주 역
- 박세준 : 정 사장 역
- 최혜정 : 연구원 1 역
- 류현 : 연구원 2 역
- 이존승 : 매점 청년 역
- 이수자 : 미수 할머니 역
- 황호연 : 대학교수 역
- 이창직 : 담임 선생님 역
- 이광모 : 카메라맨 역
- 박효준 : 한영민 역 (특별출연)
- 유순웅 : 박씨 역 (특별출연)